# Zygmunt Kaczyński (duchowny)

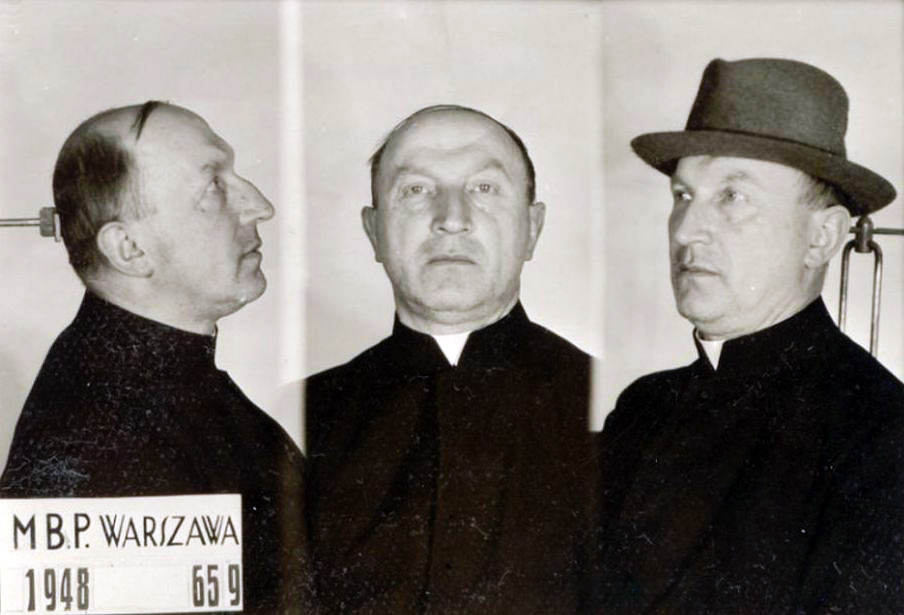
Zygmunt Kaczyński po aresztowaniu przez MBP 1948

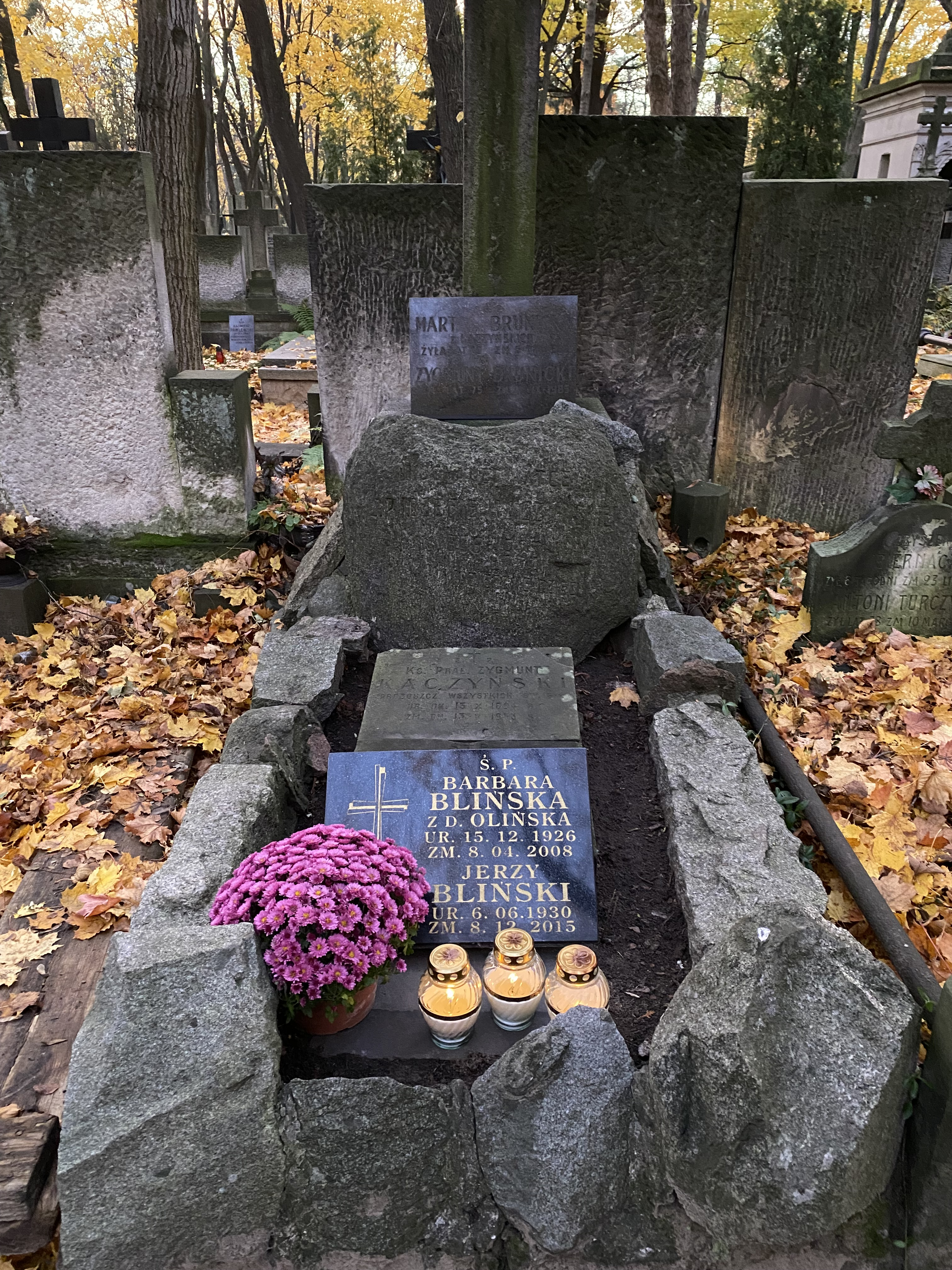
Grób ks. Zygmunta Kaczyńskiego

Zygmunt Kaczyński (ur. 15 października 1894 w Kaczynie, zm. 13 maja 1953 w Warszawie) – polski duchowny rzymskokatolicki (szambelan papieski), działacz katolickich związków zawodowych, poseł na Sejm Ustawodawczy oraz I kadencji w II RP, działacz społeczny i polityczny o proweniencji chadeckiej, redaktor pism społeczno-katolickich, w latach 1930–1939 dyrektor Katolickiej Agencji Prasowej, wiceminister informacji i dokumentacji (1940−1943), następnie minister wyznań religijnych i oświecenia publicznego w Rządzie RP na uchodźstwie (1943−1944).

## Życiorys
Był najstarszym z trojga dzieci przemysłowca Franciszka Kaczyńskiego i Józefy z domu Koper (1868–1923), konwertytki z judaizmu. W latach 1902–1910 uczęszczał do gimnazjum w Warszawie. W 1905 brał udział w strajku szkolnym, za co relegowano go na pewien czas ze szkoły. W 1910 rozpoczął naukę w Seminarium Duchownym w Warszawie. Od 1914 studiował w Cesarskiej Akademii Duchownej w Petersburgu, po ukończeniu której w 1918 uzyskał stopień kandydata prawa kanonicznego. W okresie I wojny światowej był działaczem organizacji charytatywnych i oświatowych na terenie Rosji i Finlandii, m.in. Polskiego Towarzystwa Pomocy Ofiarom Wojny czy Centralnego Komitetu Obywatelskiego. Po powstaniu polskich formacji wojskowych na Wschodzie pełnił w nich funkcję instruktora oświatowego.
W 1917 powrócił do Polski. W 1918 został przez arcybiskupa warszawskiego, kardynała Aleksandra Kakowskiego, oddelegowany do Stowarzyszenia Robotników Chrześcijańskich, gdzie wybrano go sekretarzem generalnym. Działał także w katolickich związkach zawodowych. W 1919 został wybrany z okręgu stołecznego Warszawy jako poseł na Sejm Ustawodawczy. Był sekretarzem Prezydium Sejmu i członkiem kilku komisji sejmowych. Politycznie wchodził w skład klubu poselskiego Związku Ludowo-Narodowego, a następnie nowo powstałego Chrześcijańskiego Narodowego Klubu Robotników Chrześcijańskiej Demokracji. W 1920 został działaczem Chrześcijańsko-Narodowego Stronnictwa Pracy. Jednocześnie brał udział w wojnie polsko-bolszewickiej jako kapelan. W 1922 ponownie uzyskał mandat posła Sejmu RP, kandydując z Grodna. Działał w komisji budżetowej i regulaminowej; współtworzył projekty ustaw z zakresu prawa pracy. Do 1929 był członkiem najwyższych władz ChNSP (przekształconego w 1925 w Polskie Stronnictwo Chrześcijańskiej Demokracji); w 1927 był traktowany przez rząd jako lider chadecji obok Józefa Chacińskiego. W 1926 był przeciwnikiem zamachu majowego Józefa Piłsudskiego; odtąd nie uczestniczył w wyborach parlamentarnych. W październiku 1926 wziął obok Tadeusza Dzieduszyckiego udział w pierwszym kongresie Międzynarodowej Unii Paneuropejskiej pod przewodnictwem Richarda Coudenhove'a-Kalergiego w Wiedniu. Poza tym działał w Chrześcijańskich Uniwersytetach Robotniczych i Chrześcijańskim Związku Młodzieży Pracującej „Odrodzenie”. Był redaktorem „Pracownika Polskiego” (1919–1920), współredaktorem „Nowego Życia” (od 1922) i redaktorem „Rzeczypospolitej”.
26 marca 1929 Konferencja Episkopatu Polski na wniosek kardynała Kakowskiego, a wbrew stanowisku wszystkich pozostałych biskupów (w tym prymasa Augusta Hlonda), powołała go na stanowisko dyrektora Katolickiej Agencji Prasowej w miejsce jej twórcy, biskupa Józefa Gawliny. Siedziba KAP została wówczas przeniesiona do pałacu arcybiskupiego w Warszawie. Przed objęciem stanowiska Kaczyński zadeklarował brak związku z dziennikiem „Rzeczpospolita” i udziału w zarządzie Chrześcijańskiej Demokracji. Z powodu zarzutów o niewłaściwą obsługę KAP wysuniętych przez Kaczyńskiego wobec Ministerstwa Poczt i Telegrafów przedstawiciele rządu żądali jego odwołania. We wrześniu 1931 kardynał Hlond informował nuncjusza Francesco Marmaggiego, że prorządowa prasa socjalistyczna zebrała na temat Kaczyńskiego „fakty dosyć obciążające i częściowo kryminalne”. W maju 1932 Kaczyński założył wraz ze Stanisławem Brzezińskim, Władysławem Grzankowskim, Oskarem Haleckim, Kazimierzem Marianem Morawskim, Adamem Romerem i Wojciechem Rostworowskim Zjednoczenie Polskich Pisarzy Katolickich.
19 marca 1933 Kaczyński był gospodarzem narady przywódców opozycji parlamentarnej z udziałem Jana Stanisława Jankowskiego, Wojciecha Korfantego, Mieczysława Niedziałkowskiego, Antoniego Ponikowskiego, Władysława Sikorskiego, Stanisława Strońskiego i Wincentego Witosa, na której dyskutowano kandydaturę Ignacego Paderewskiego na prezydenta. W maju 1933 z kręgów rządowych wypłynęły oskarżenia wobec Kaczyńskiego dotyczące jego udziałów finansowych w lokalu nocnym typu café-chantant Oaza w Warszawie i trzymiesięcznego pobytu poselskiego na początku lat 20. w hotelu Victoria w Zurychu, gdzie miał negocjować lukratywną umowę z fabryką lokomotyw i rozmawiał m.in. ze szwajcarskim politykiem i bankierem Emilem Duftem. Następnie ambasador RP przy Watykanie Władysław Skrzyński złożył serię protestów przeciwko działalności Kaczyńskiego w KAP, określając linię agencji jako antyrządową. W ocenie ks. Waleriana Meysztowicza była to próba zneutralizowania opozycyjnego nastawienia Kaczyńskiego wobec rządów sanacji, z kolei nuncjusz Marmaggi oddalił zarzut tendencyjności w przekazie KAP i wskazał na wpływy masońskie w kręgu Piłsudskiego, a metropolita Kakowski zablokował próbę odwołania Kaczyńskiego przez episkopat.
W 1935 Kaczyński został kanonikiem kapituły warszawskiej. W 1936 poparł inicjatywę przejęcia władzy przez gen. Kazimierza Sosnkowskiego, do której przekonywał środowisko Frontu Morges Adam Ronikier, lecz w odróżnieniu od Ronikiera zaproponował powierzenie Sosnkowskiemu urzędu prezydenta. W latach 30. był zwolennikiem utworzenia zjednoczonej partii chadeckiej i wraz z gen. Sikorskim odegrał główną rolę zakulisową w powstaniu w 1937 Stronnictwa Pracy. Pod koniec lat 30. był zastępcą członka zarządu Towarzystwa Wyższej Szkole Dziennikarskiej w Warszawie.

### II wojna światowa
W trakcie agresji III Rzeszy i ZSRR na Polskę ewakuował się do Zakopanego, gdzie współzałożył konspiracyjną organizację Czynna Walka. Zagrożony aresztowaniem, przedostał się przez Węgry do Rumunii, gdzie włączył się w działalność Komitetu Centralnego reaktywowanego w Paryżu Stronnictwa Pracy. W marcu 1940 z włoskim paszportem odwiedził Watykan, składając papieżowi Piusowi XII raport z sytuacji w okupowanej Polsce. Stamtąd wyjechał do Angers we Francji i przedstawił ten sam raport prezydentowi RP Władysławowi Raczkiewiczowi, który mianował go swoim kapelanem. 22 maja 1940 w toku kampanii francuskiej gen. Sikorski mianował go komisarzem do zwalczania paniki i defetyzmu w szeregach polskiej administracji. Według diariusza Wojciecha Wasiutyńskiego w sierpniu 1940 Kaczyński wyjechał z Francji do Włoch jako zaufany przedstawiciel rządu z misją poszukiwania kompromisu z państwami Osi. W październiku 1940 dotarł do Londynu, gdzie w rządzie gen. Władysława Sikorskiego został po reorganizacji z listopada 1940 wiceministrem informacji i dokumentacji. Pisał do tygodnika „Sprawa”, wydawanego przez organizację Miecz Ducha, której twórcami byli Józef Gawlina i Józef Haller.
W lutym 1942 jako przedstawiciel Stronnictwa Pracy wszedł do nowego składu mianowanej przez prezydenta Rady Narodowej i został w niej przewodniczącym Komisji Społeczno-Gospodarczej, powołanej z inicjatywy Stanisława Grabskiego. Na przełomie marca i kwietnia 1942 wziął udział w podróży gen. Sikorskiego do Stanów Zjednoczonych. Podczas tej wizyty powierzył Wacławowi Bitnerowi kierowanie odtworzoną Polską Katolicką Agencją Prasową z siedzibą w Nowym Jorku. Jesienią 1942 i na początku 1943 usiłował przejąć z rąk Karola Popiela prezesurę w Stronnictwie Pracy. W marcu 1943 lub nieco później objął utworzone na własny wniosek Ministerstwo Oświaty, które funkcjonowało w kwietniu 1944 pod nazwą resortu wyznań religijnych i oświecenia publicznego. W kwietniu 1943 po ogłoszeniu przez Niemców informacji o znalezieniu grobów polskich oficerów pod Katyniem (patrz: zbrodnia katyńska) zgłosił wniosek o zbadanie tej sprawy przez Międzynarodowy Czerwony Krzyż. 
W rządzie Stanisława Mikołajczyka został 14 lipca 1943 ministrem stanu i kierownikiem Urzędu Oświaty i Spraw Szkolnych, ustępując z Rady Narodowej. Po powołaniu rządu Tomasza Arciszewskiego w listopadzie 1944 ustosunkował się do niego negatywnie, określając go „sanacyjnym” i dążąc do powrotu do Polski.

### Okres powojenny
Po zakończeniu wojny poparł uchwałę o wyjeździe do kraju podjętą przez Zarząd Główny Stronnictwa Pracy na wniosek Popiela 22 czerwca 1945 i powrócił do Polski we wrześniu tego roku. Od razu zaangażował się w działalność odtwarzanego w kraju SP pod przywództwem Popiela. Jednakże w połowie 1946 wystąpił z niego i próbował bezskutecznie utworzyć niezależną partię o charakterze katolickim. Jednocześnie prowadził działalność duszpasterską; od stycznia 1946 był proboszczem parafii Wszystkich Świętych w Warszawie. Przyczynił się do odbudowy zniszczonego w trakcie wojny kościoła pod tym wezwaniem przy ul. Grzybowskiej. Jako ekspert strony kościelnej brał udział w rozmowach ze stroną rządową dotyczących konkordatu, a po ich zerwaniu próbował pośredniczyć w kontaktach rządu z Watykanem. Powrócił też do działalności wydawniczej. Od listopada 1945 był drugim redaktorem naczelnym „Tygodnika Warszawskiego”, organu Kurii Metropolitalnej Warszawskiej. Powierzył linię ideową pisma byłym działaczom konspiracyjnej organizacji Unia z Jerzym Braunem na czele. Udzielał się również w innych pismach katolickich. Był kandydatem na stanowisko dyrektora mającej być reaktywowaną Katolickiej Agencji Prasowej, ale zamierzenia te zostały storpedowane przez władze. Od 1947 działał w prymasowskim komitecie odbudowy 55 kościołów warszawskich.

## Aresztowanie i śmierć

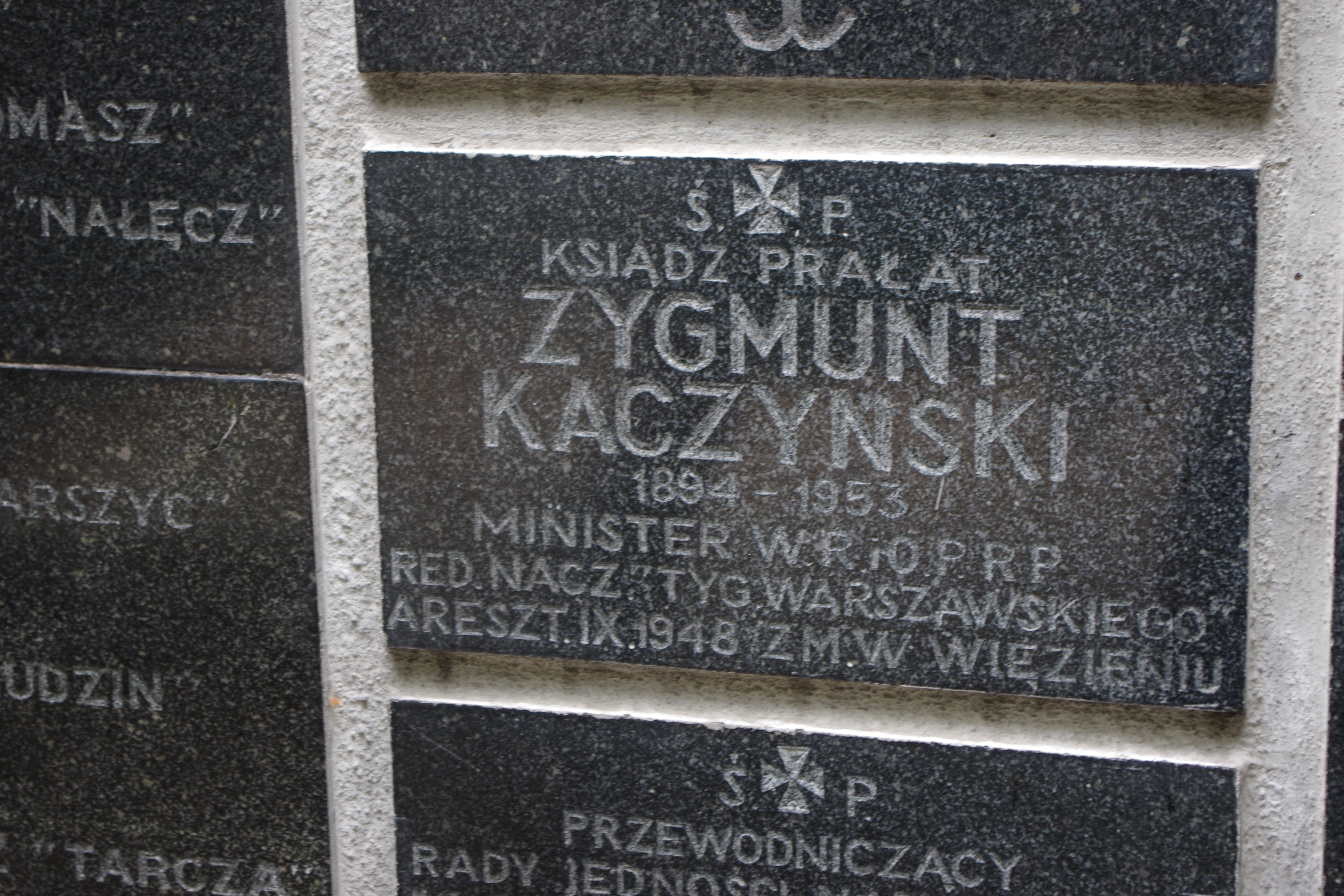
Tablica upamiętniająca ks. Zygmunta Kaczyńskiego na ścianie zewnętrznej kościoła św. Karola Boromeusza na warszawskich Powązkach

31 sierpnia 1948 wraz z członkami komitetu redakcyjnego „Tygodnika Warszawskiego” został aresztowany przez UB, ale już po tygodniu zwolniony, kiedy podpisał zobowiązanie do zachowania tajemnicy i regularnego meldowania się w Urzędzie Bezpieczeństwa Publicznego. 26 kwietnia 1951 ponownie go aresztowano pod zarzutem zamiaru zmiany przemocą ustroju ludowo-demokratycznego państwa polskiego. 29 sierpnia tego samego roku Wojskowy Sąd Rejonowy w Warszawie skazał go na 10 lat więzienia pomimo interwencji Watykanu i Episkopatu Polski. 13 maja 1953 ksiądz Zygmunt Kaczyński został zamordowany w więzieniu mokotowskim. W 1958 został uniewinniony i zrehabilitowany. Jego pomnik nagrobny znajduje się na cmentarzu Powązkowskim w Warszawie (kwatera K-5-23), a grób symboliczny – na Cmentarzu Wojskowym na Powązkach w Warszawie w Kwaterze „Na Łączce”.

## Odznaczenia i wyróżnienia
- Krzyż Walecznych
- W 1922 otrzymał od papieża Piusa XI tytuł szambelana papieskiego i został odznaczony krzyżem Pro Ecclesia et Pontifice[43].